# Лобан (Санта-Марія-да-Фейра)
Лоба́н (порт. Lobão; МФА: [ɫu.ˈbɐ̃w]) — колишня парафія в Португалії, в муніципалітеті Санта-Марія-да-Фейра. Перебувала у складі округу Авейру.  Входила до регіону Північ. За старим адміністративним поділом, що був чинним до 1976 року, територія парафії належала провінції Берегове Дору.  Ліквідована 28 січня 2013 року. Увійшла до складу парафії Лобан, Жіан, Лореду і Гізанде. Площа парафії — 7,91 км², населення — 5483 ос. (2011), густота населення — 693,17 осіб/км²
. Патрон — святий Яків. Поштовий індекс — 4520. Код  — 010911.

## Географія

Санта-Марія-да-Фейра (2013)
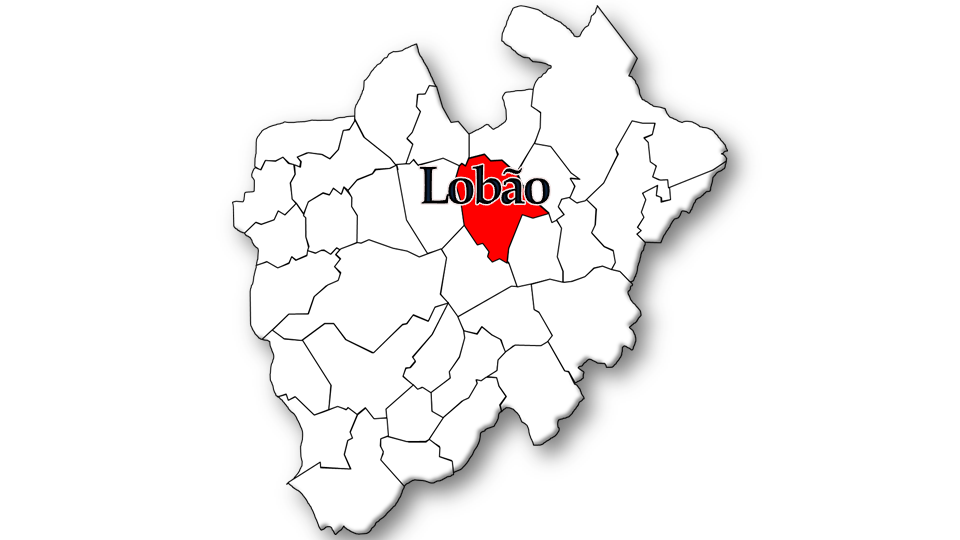
Лобан

## Населення
| Кількість мешканців | Кількість мешканців | Кількість мешканців | Кількість мешканців | Кількість мешканців | Кількість мешканців | Кількість мешканців | Кількість мешканців | Кількість мешканців | Кількість мешканців | Кількість мешканців | Кількість мешканців | Кількість мешканців | Кількість мешканців | Кількість мешканців |
| ------------------- | ------------------- | ------------------- | ------------------- | ------------------- | ------------------- | ------------------- | ------------------- | ------------------- | ------------------- | ------------------- | ------------------- | ------------------- | ------------------- | ------------------- |
| 1864                | 1878                | 1890                | 1900                | 1911                | 1920                | 1930                | 1940                | 1950                | 1960                | 1970                | 1981                | 1991                | 2001                | 2011                |
| 1 367               | 1 515               | 1 635               | 1 817               | 2 057               | 2 132               | 2 357               | 2 819               | 3 299               | 3 930               | 4 254               | 4 873               | 5 043               | 5 761               | 5 483               |